# تمشک ارمنی
تمشک ارمنی (نام علمی: Rubus armeniacusRubus) که به نام تمشک هیمالیایی نیز معروف است گیاهی از سردهٔ تمشک و بومی کشور ارمنستان و جنوب غربی آسیا و همچنین شمال ایران است. این گونه گیاهی تمشک در سال ۱۸۳۵ میلادی به اروپا و در سال ۱۸۸۵ به کشور استرالیا و آمریکای شمالی معرفی شد.
تمشک ارمنی، گیاهی است دیرپا که بر روی ساقه‌های خاردار دوساله از ریشه گیاه دیرپا، میوه می‌دهد.
ساقهٔ یک سالهٔ آن به طول ۴ تا ۱۰ متر و رنگ متمایل به قرمز است. طول برگ‌های تمشک ارمنی در سال اول ۷ تا ۲۰ سانتی‌متر است.
در سال نخست، گل‌ها بر روی ساقه‌ها پدیدار نمی‌شوند و در سال دوم نیز، ساقه‌ها دیگر رشد نمی‌کنند.
گل‌های درختچه تمشک ارمنی در اواخر بهار و اوایل تابستان ظاهر می‌شوند که هرکدام از گل‌ها دارای ۲ تا ۲٫۵ سانتی‌متر قطر و دارای ۵ گلبرگ سفید یا صورتی کمرنگ هستند.
میوه‌های آن متعدد و به قطر ۱ تا ۲ سانتی‌متر و به رنگ‌های سیاه و ارغوانی تیره هستند.

## نگارخانه

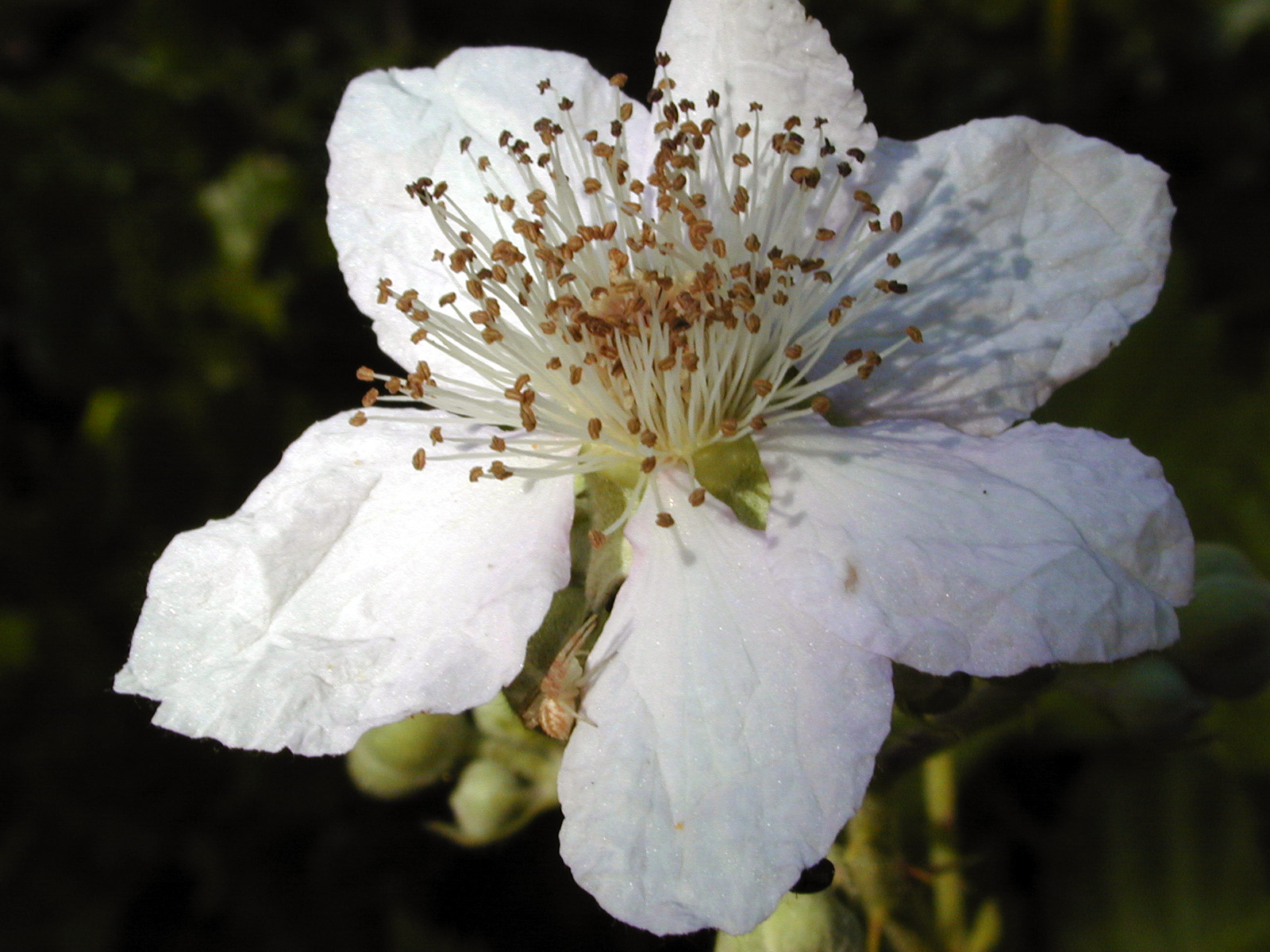
گل تمشک وحشی،  منطقه خلیج، کالیفرنیا. اشاره: عنکبوتی بر روی گلبرگ پایینی وجود دارد.
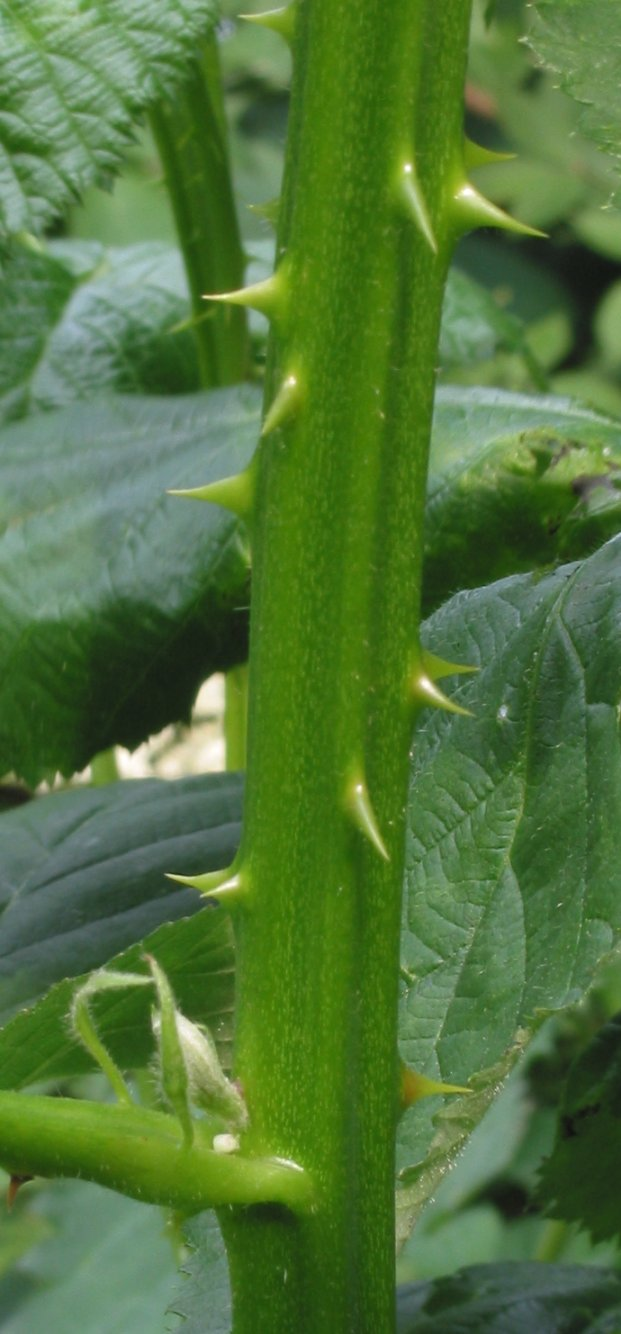
ساقه‌های خاردار و تنومند تمشک ارمنی